# Colli Etruschi Viterbesi novello
Il Colli Etruschi Viterbesi novello è un vino DOC la cui produzione è consentita nella provincia di Viterbo.

## Caratteristiche organolettiche
- colore: rosso rubino più o meno intenso con sfumature violacee
- odore: fruttato e persistente
- sapore: fresco, armonico, equilibrato, rotondo e talvolta vivace per fragranza di fermentazione

## Produzione
Provincia, stagione, volume in ettolitri
- nessun dato disponibile